# LaFayette (Alabama)
Pour les articles homonymes, voir La Fayette et LaFayette.
LaFayette est une ville de l'État de l'Alabama et le siège du comté de Chambers, aux États-Unis. Sa population s'élève à 3 003 habitants lors du recensement de 2010.

## Géographie
Selon le Bureau du recensement des États-Unis, la ville a une superficie terrestre totale de 22,9 km2.

## Démographie
| 1860  | 1870  | 1880  | 1890  | 1900  | 1910  | 1920  | 1930  |
| ----- | ----- | ----- | ----- | ----- | ----- | ----- | ----- |
| 1 113 | 1 382 | 1 061 | 1 369 | 1 629 | 1 632 | 1 911 | 2 119 |

| 1940  | 1950  | 1960  | 1970  | 1980  | 1990  | 2000  | 2010  |
| ----- | ----- | ----- | ----- | ----- | ----- | ----- | ----- |
| 2 138 | 2 353 | 2 605 | 3 530 | 3 647 | 3 151 | 3 234 | 3 003 |

## Source
- (en) Cet article est partiellement ou en totalité issu de l’article de Wikipédia en anglais intitulé « LaFayette, Alabama » (voir la liste des auteurs).

1. ↑  « Statistiques des États-Unis - Profils des communautés de 2010 - LaFayette » (consulté en septembre 2020)